# Nikon D3S
Nikon D3S — профессиональный цифровой зеркальный фотоаппарат, анонсированный компанией Nikon в сентябре 2009 года. D3S относится к камерам высшей ценовой категории и ориентирован на фотожурналистов. Фотоаппарат сменил на рынке модель Nikon D3.

## Описание
Nikon D3s представляет собой однообъективную цифровую зеркальную камеру (DSLR) с полноразмерной светочувствительной КМОП-матрицей (CMOS) формата Nikon FX (поддерживается возможность использования кропнутых объективов Nikon DX) с разрешением 12,1 млн пикселей. Таким образом, камера стала четвёртым полнокадровым цифровым фотоаппаратом в линейке продукции Nikon.
Скорость серийной съёмки камеры составляет 9 кадров в секунду в формате FX и 11 кадров/с в формате DX. Используется система автофокусировки по 51 точке («Nikon Multi-CAM 3500FX»).
Камера позволяет сохранять снимки в форматах JPEG, TIFF и NEF (Raw). Для сохранения используется два слота для карт памяти CompactFlash. Для подключения к видеотехнике предусмотрен HDMI-разъём.
Относясь к профессиональным фотоаппаратам, D3s имеет корпус, защищённый от влаги, пыли и электромагнитных помех.

## Отличия от D3
По сравнению с предыдущей моделью у D3s имеются несколько существенных отличий. Размер буфера для промежуточного хранения снимков перед их записью на карту памяти увеличен до 48 кадров в формате NEF. Диапазон базовой светочувствительности расширен на одну ступень до 200—12800 ISO, при этом расширенный диапазон составляет 100—102400 ISO. Появился режим Live View и возможность съемки видео в формате HDTV стандарта 720p, а также режим бесшумной съемки.

## Награды
Nikon D3S стал лауреатом премий TIPA (Technical Image Press Association) и EISA (European Imaging and Sound Association):
- TIPA Best D-SLR Professional (2010)[3],
- EISA European Professional Camera (2010—2011)[4].

## Дополнительно
Именно этим фотоаппаратом  пользовалась Льюис в фильме "Человек из стали".